# Букув (Нижньосілезьке воєводство)
Букув (пол. Buków, нім. Bockau) — село в Польщі, у гміні Жарув Свідницького повіту Нижньосілезького воєводства.
Населення — 445 осіб (2011).
У 1975-1998 роках село належало до Валбжиського воєводства.

## Демографія
Демографічна структура станом на 31 березня 2011 року:
|          | Загалом | Допрацездатний вік | Працездатний вік | Постпрацездатний вік |
| -------- | ------- | ------------------ | ---------------- | -------------------- |
| Чоловіки | 225     | 46                 | 160              | 19                   |
| Жінки    | 220     | 41                 | 129              | 50                   |
| Разом    | 445     | 87                 | 289              | 69                   |